# Dejan Matić
Dejan Matić, född 26 april 1978 i Drvar, Bosnien och Hercegovina, dåvarande Jugoslavien, är en bosnienserbisk sångare. Hans tvillingbror, Saša Matić, är också en välkänd sångare. Båda föddes helt blinda.
Några av hans mest kända låtar är Burma, Niko i Neko, Dozvola za Ljubav, Sinonim za Ljubav och Grešnica i Vila.

## Diskografi
- Zaigraj (2002)
- Zeljo moja (2004)
- Sinonim za ljubav (2009)